# 유로 애틀랜틱 항공
유로 애틀랜틱 항공(영어: EuroAtlantic Airways, 포르투갈어: EuroAtlantic Airways - Transportes Aéreos SA)은 포르투갈의 전세 항공사로 주로 미국, 캐나다, 멕시코, 파키스탄, 오스트레일리아에 취항하고 있다. 리스본 포르텔라 공항이 허브 공항으로 1993년에 설립되어 주로 보잉 기종을 사용하고 있다.

## 보유 기종
- 2021년 2월 기준으로 유로 애틀랜틱 항공은 다음과 같이 보유하고 있으며 평균 기령은 19.6년이다.[2][3]

## 사진

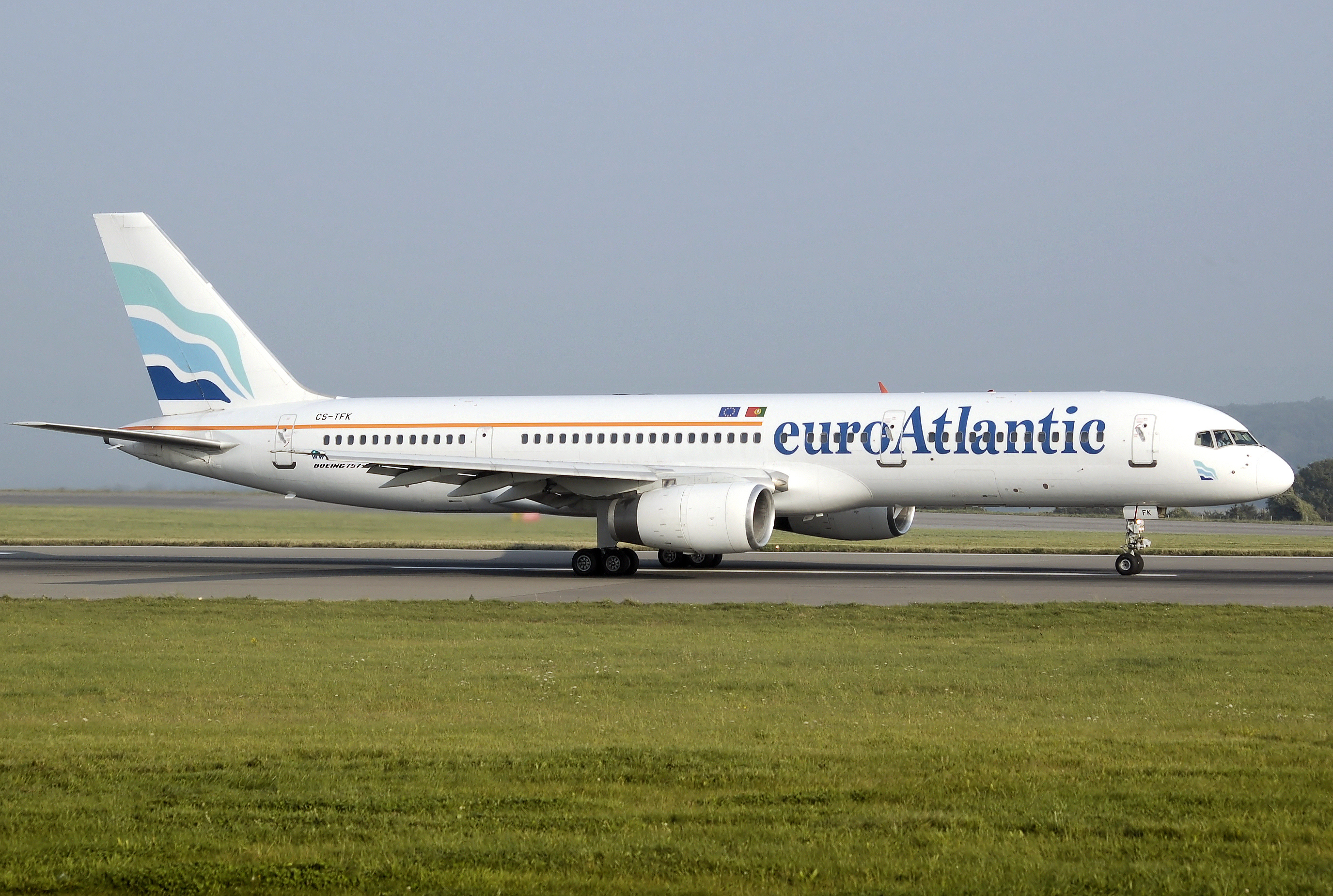
유로 애틀랜틱 항공의 보잉 757-200
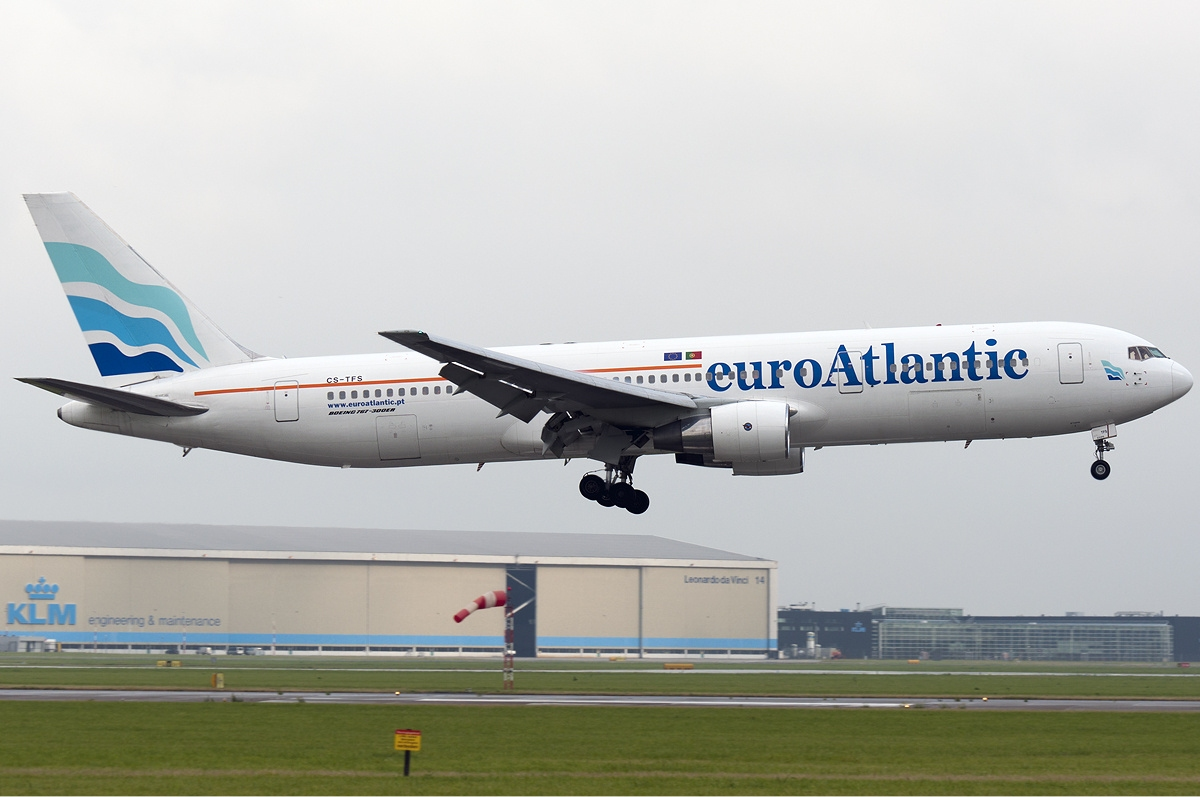
유로 애틀랜틱 항공의 보잉 767-300ER
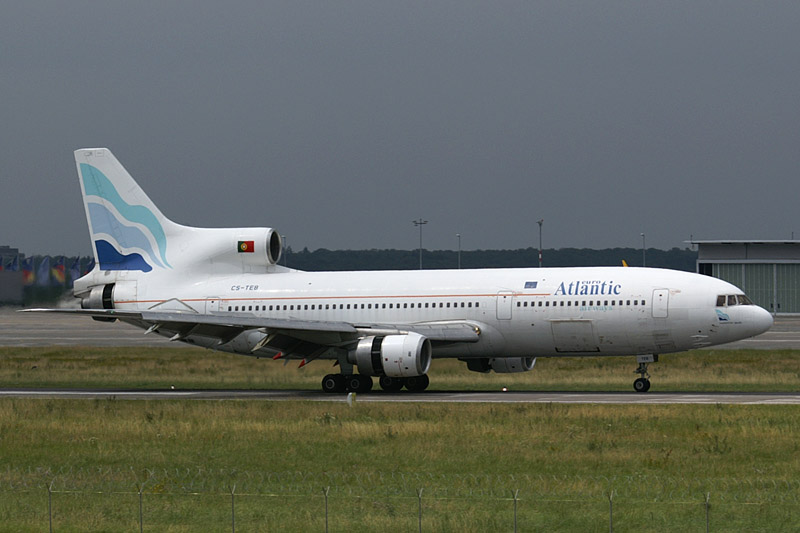
유로 애틀랜틱 항공의 록히드 L-1011 트라이스타